# Бове сир Теску
Бове сир Теску (фр. Beauvais-sur-Tescou) насеље је и општина у јужној Француској у региону Миди Пирене, у департману Тарн која припада префектури Алби.
По подацима из 2011. године у општини је живело 312 становника, а густина насељености је износила 25,79 становника/km². Општина се простире на површини од 12,1 km². Налази се на средњој надморској висини од 140 метара (максималној 230 m, а минималној 128 m).

## Демографија
| 1962. | 1968. | 1975. | 1982. | 1990. | 1999. | 2011. |
| ----- | ----- | ----- | ----- | ----- | ----- | ----- |
| 253   | 254   | 198   | 179   | 187   | 205   | 312   |

График промене броја становника у току последњих година